# Yurani Blanco
Yurani Blanco Calbet (* 3. Februar 1998 in Palma) ist eine spanische Radrennfahrerin, die auf der Straße aktiv ist.
Bei der Union Cycliste Internationale ist sie als Iurani Blanco Calbet registriert, so dass sie in den Medien häufig auch mit diesem Namen genannt wird.

## Sportlicher Werdegang
Nachdem Blanco als Juniorion auf dem Podium der nationalen Meisterschaften stand, wurde sie 2018 Mitglied im spanischen Sopela Women's Team. Ihr größter Erfolg mit dem Team war der Gewinn des nationalen Titels im Einzelzeitfahren der U23 in der Saison 2019. Zur Saison 2020 wurde sie Mitglied im Team Bizkaia Durango, in dem sie sich nicht etablieren konnte und in zwei Jahren bei insgesamt nur vier Rennen das Ziel erreichte.
2022 erhielt Blanco beim Team Laboral Kutxa-Fundación Euskadi eine neue Chance. Beim Gran Premio Ciudad de Eibar 2022 kam sie erstmals unter die Top 10 bei einem internationalen Rennen. Zwei Jahre später gewann sie dieses Rennen und erzielte damit den ersten Sieg ihrer Karriere in der Elite. Es folgten ein dritter Platz in der Gesamtwertung der Tour Féminin International des Pyrénées sowie der zweite Platz bei den spanischen Meisterschaften im Straßenrennen.
Nach ihren Ergebnissen erhielt Blanco zur Saison 2025 einen Vertrag beim UCI Women’s WorldTeam Human Powered Health.

## Erfolge
2019
- Spanische Meisterin – Einzelzeitfahren (U23)

2024
- Gran Premio Ciudad de Eibar